# Barton Sewell
Barton Sewell, né en 1847 et décédé en 1915, était un financier américain qui s'est associé en 1904 avec William Braden pour racheter la mine de cuivre d'El Teniente au Chili et fonder la société Braden Copper.

## Biographie
Vétéran de la Guerre de Sécession américaine, à laquelle il participe très jeune, Barton Sewell a ensuite collaboré à de nombreuses entreprises minières de la Famille Guggenheim, en particulier le développement de la société "United Lead Company", basée dans le New Jersey, qui fournissait l'industrie chimique en plomb, pour la fabrication de peintures, et dont il fut le premier président.
Il devient ensuite vice-président de l'"American Smelting and Refining Company", spécialisée dans l'exploitation des mines de cuivre, puis président effectif de la Braden Copper en 1905, au moment où celle-ci met sur pied le campement minier d'El Teniente, en pleine cordillère, à qui il donnera plus tard son nom, celui de la ville de Sewell, qui comptera plus de 10 000 habitants.